# Ramphotyphlops supranasalis
Ramphotyphlops supranasalis — вид змій родини сліпунів (Typhlopidae). Ендемік Індонезії.

## Поширення і екологія
Ramphotyphlops supranasalis відомі за двома зразками, зібраним на острові Салаваті біля західного узбережжя Новій Гвінеї.